# Vela ai Giochi della XXX Olimpiade
Le gare di vela si sono svolte a Londra dal 29 luglio all'11 agosto 2012 a Dorset nella Weymouth and Portland.

## Classi

Le sette classi presenti ai Giochi olimpici di Londra 2012, da sinistra: RS:X, Laser (Laser radial per le donne), Finn, 470, 49er, Elliott 6m (solo donne) e Star (solo uomini)

## Calendario
| Uomini |  |  |  |  |  |  |  | Finn / Star | Laser        | RS:X | 49er | 470 |     |         |  |
| Donne  |  |  |  |  |  |  |  |             | Laser radial | RS:X | 49er |     | 470 | Elliott |  |
| Totale |  |  |  |  |  |  |  |             |              |      |      |     |     |         |  |

|  | Qualificazioni |  | FINALI |

## Podi

### Uomini
| Evento           | Oro                                     | Argento                                    | Bronzo                                      |
| RS:X (dettagli)  | Dorian van Rijsselberghe                | Nick Dempsey                               | Przemysław Miarczyński                      |
| Laser (dettagli) | Tom Slingsby                            | Pavlos Kontides                            | Rasmus Myrgren                              |
| Finn (dettagli)  | Ben Ainslie                             | Jonas Høgh-Christensen                     | Jonathan Lobert                             |
| 470 (dettagli)   | Australia Mathew Belcher Malcolm Page   | Gran Bretagna Luke Patience Stuart Bithell | Argentina Lucas Calabrese Juan de la Fuente |
| 49er (dettagli)  | Australia Nathan Outteridge Iain Jensen | Nuova Zelanda Peter Burling Blair Tuke     | Danimarca Allan Nørregaard Peter Lang       |
| Star (dettagli)  | Svezia Fredrik Lööf Max Salminen        | Gran Bretagna Iain Percy Andrew Simpson    | Brasile Robert Scheidt Bruno Prada          |

### Donne
| Evento                  | Oro                                | Argento                                 | Bronzo                                    |
| RS:X (dettagli)         | Marina Alabau                      | Tuuli Petäjä                            | Zofia Klepacka                            |
| Laser radial (dettagli) | Xu Lijia                           | Marit Bouwmeester                       | Evi Van Acker                             |
| 470 (dettagli)          | Nuova Zelanda Jo Aleh Polly Powrie | Gran Bretagna Hannah Mills Saskia Clark | Paesi Bassi Lisa Westerhof Lobke Berkhout |
| Elliott 6m (dettagli)   | Spagna                             | Australia                               | Finlandia                                 |

## Medagliere
| Pos.   | Paese         | Oro | Argento | Bronzo | Totale |
| ------ | ------------- | --- | ------- | ------ | ------ |
| 1      | Australia     | 3   | 1       | 0      | 4      |
| 2      | Spagna        | 2   | 0       | 0      | 2      |
| 3      | Gran Bretagna | 1   | 4       | 0      | 5      |
| 4      | Paesi Bassi   | 1   | 1       | 1      | 3      |
| 5      | Nuova Zelanda | 1   | 1       | 0      | 2      |
| 6      | Svezia        | 1   | 0       | 1      | 2      |
| 7      | Cina          | 1   | 0       | 0      | 1      |
| 8      | Danimarca     | 0   | 1       | 1      | 2      |
| 8      | Finlandia     | 0   | 1       | 1      | 2      |
| 10     | Cipro         | 0   | 1       | 0      | 1      |
| 11     | Polonia       | 0   | 0       | 2      | 2      |
| 12     | Brasile       | 0   | 0       | 1      | 1      |
| 12     | Francia       | 0   | 0       | 1      | 1      |
| 12     | Belgio        | 0   | 0       | 1      | 1      |
| 12     | Argentina     | 0   | 0       | 1      | 1      |
| Totale | Totale        | 10  | 10      | 10     | 30     |